# Roger Staubach
College Football Hall of Fame 1981
Pro Football Hall of Fame 1985
(en) Statistiques sur pro-football-reference
Roger Thomas Staubach, né le 5 février 1942 à Cincinnati (Ohio), est un sportif professionnel américain de football américain ayant joué au poste de quarterback pendant onze saisons (1969-1970) pour la franchise des Cowboys de Dallas au sein de la National Football League (NFL) .
Il est considéré comme l'un des plus grands joueurs de cette franchise avec qui il a remporté les Super Bowls VI et XII.
Auparavant, il a joué au niveau universitaire pour les Midshipmen de l'Académie navale d'Annapolis au sein de la NCAA Division I FBS. Il y remporte le trophée Heisman en 1963.

## Biographie

### Carrière sportive
Formé à l'Académie navale d'Annapolis, il a remporté le Trophée Heisman et le Maxwell Award en 1963. Pendant sa première année à l'académie navale, il est diagnostiqué de daltonisme.
Il est drafté en 1964 à la 129e place (dixième tour) par les Cowboys de Dallas. Après avoir servi durant la guerre du Viêt Nam, il joue réellement à partir de 1969 à Dallas, étant rookie à 27 ans. Staubach rejoint le camp d'entraînement des Cowboys mais est quarterback remplaçant de l'équipe, Craig Morton étant titulaire à ce poste. La franchise de Dallas remporte le titre de la conférence NFC mais perd lors du Super Bowl V contre les Colts de Baltimore sur un field goal de dernière minute. Après cette défaite, alors qu'il a 29 ans, Roger Staubach demande à son entraîneur Tom Landry de le faire jouer ou de l'échanger pour qu'il puisse jouer dans une autre équipe.
À partir de 1971, Staubach devient titulaire et remplace Craig Morton. Cette année, il remporte le trophée Bert Bell. Lors du Super Bowl VI contre les Dolphins de Miami, il complète 12 de ses 19 passes tentées pour 119 yards et inscrit deux touchdowns, court pour 18 yards. Même si Duane Thomas (en) réalise une meilleure partie, Staubach est nommé meilleur joueur de la rencontre.
En 1972, il rate une grande partie de la saison avec une séparation de l'épaule mais il remplace Morton lors d'un match éliminatoire en division, marquant 2 touchdowns lors des 90 dernières secondes de la partie, remportant la rencontre sur le score de 30 à 28. Après cette rencontre, Staubach redevient titulaire.
Roger Staubach et son wide receiver Drew Pearson redonne la naissance au Hail Mary lors d'une rencontre décisive contre les Vikings du Minnesota le 28 décembre 1975 avec une passes désespérée de 50 yards à 24 secondes de la fin du match qui trouve les mains du receveur pour une victoire 17 à 14,. Après la rencontre, Staubach déclare aux journaliste : « J'ai juste fermé les yeux et dit « Hail Mary » »,.
L'arrivée de Tony Dorsett au début de la saison 1977 permet à Roger Staubach d'avoir une menace efficace de jeu de course et de pouvoir être plus libéré au niveau de son jeu de passes. L'équipe se qualifie pour le Super XII lors duquel elle affronte les Broncos de Denver. Dans le premier quart-temps, l'équipe recouvre trois fumbles mais réussit tout de même à mener au score 10-0. Sur une troisième tentative et dix yards à gagner dans le troisième quart-temps, Roger Staubach trouve son wide receiver Butch Johnson dans la end zone pour un touchdown de 45 yards à la passe. La défense des Cowboys domine l'attaque des Broncos, permettant à l'équipe de Staubach de l'emportant sur le score de 27 à 10.
Lors de la saison 1979, contre les Rams de Los Angeles, le linebacker Jack Reynolds frappe Staubach à la tête et la projette vers le sol. Les médecins lui recommandent de prendre sa retraite, et le joueur subit les conseils en mars 1980, refuse une offre de 750 000 dollars annuels. Après le départ de Staubach aux Cowboys, la franchise traverse une période compliquée pendant les années 1980.

### Carrière d'homme d'affaires

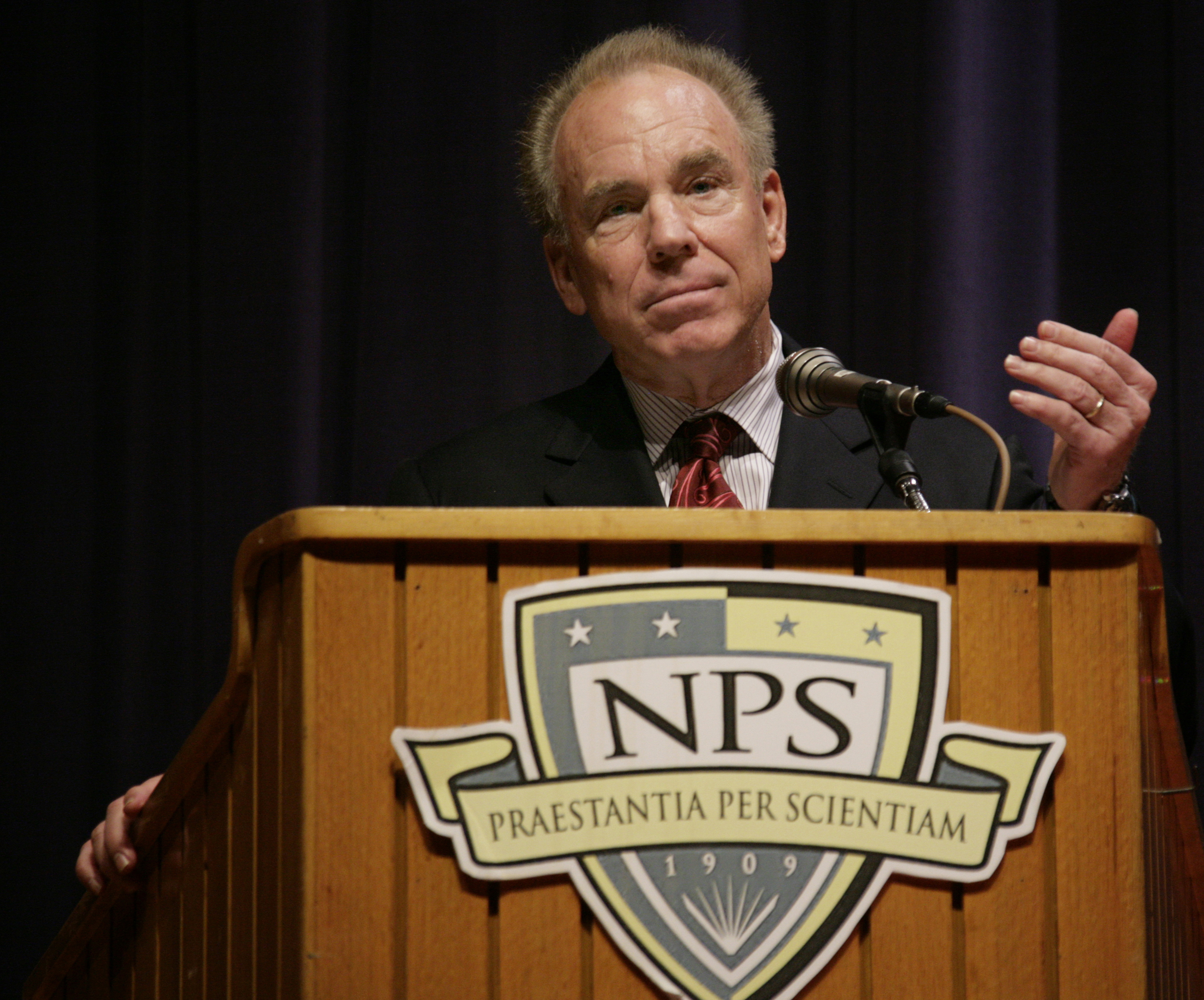
Staubach en 2010.

Dès son retour aux États-Unis, Roger Staubach travaille dans l'immobilier en même temps alors qu'il est encore quarterback remplaçant des Cowboys de Dallas. Il crée et commence à faire prospérer sa propre entreprise, la Staubach Company, en 1977.
Au début des années 1980, Staubach travaille pendant un court temps comme commentateur sportif pour CBS Sports. Pendant une retransmission le 9 novembre 1980 entre les Giants de New York et les Cowboys de Dallas, il déclare qu'il souhaiterait être « en bas au milieu du terrain ».
Staubach a rejoint l'écurie de course automobile Hall of Fame Racing, en NASCAR, avec l'autre ancien quarterback historique des Cowboys de Dallas Troy Aikman, qui a commencé à courir en saison 2006. Il est toujouts un propriétaire mineur de l'équipe.

## Palmarès et récompenses

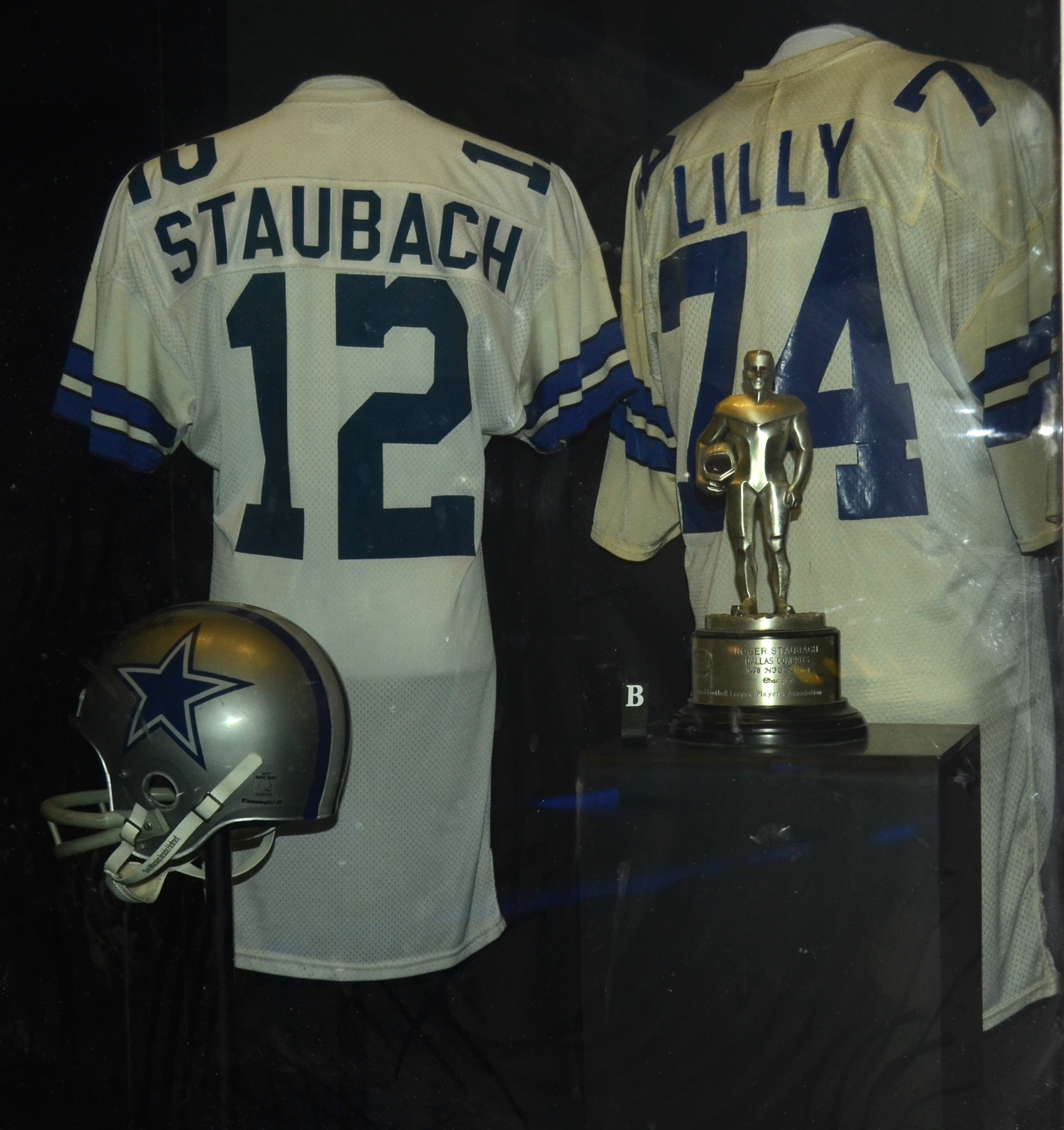
Maillot de Roger Staubach au Pro Football Hall of Fame.

En 1963, Roger Staubach reçoit le prix Maxwell Award et le trophée Heisman, et est élu meilleur joueur universitaire du pays. 
Staubach a, avec l'entraîneur Tom Landry, un rôle prépondérant dans l'ascension des Cowboys comme l’America's Team, menant la franchise à deux Super Bowl, le VI (meilleur joueur du match) et le XII. En 1971, il est élu meilleur joueur de l'année.
Il est sélectionné six fois pour le Pro Bowl (1971, 1975, 1976, 1977, 1978 et 1979) et cinq fois en All-Pro (1971, 1976, 1977, 1978 et 1979).
Il a intégré le College Football Hall of Fame en 1981 puis le Pro Football Hall of Fame en 1985. Il fait également partie de l'équipe NFL de la décennie 1970. Son numéro 12 a été retiré par les Cowboys de Dallas.

## Style de jeu et personnalité
Roger Staubach est un bon passeur qui excelle dans l'improvisation du jeu, courant régulièrement pour éviter les défenseurs, et lançant un grand nombre de passes après avoir échappé à plusieurs défenseurs. Il a des appuis rapides qui lui permettent de changer de directement rapidement.